# 검색 엔진 결과 페이지
검색 엔진 결과 페이지(Search engine results page, SERP)는 사용자의 쿼리에 대한 응답으로 검색 엔진이 표시하는 웹 페이지이다. SERP의 주요 구성 요소는 키워드 쿼리에 대한 응답으로 검색 엔진이 반환하는 결과 목록이다.
결과는 두 가지 일반적인 유형이다:
- 자연 검색: 검색 엔진의 알고리즘에 의해 검색된다.
- 스폰서 검색: 광고.

결과는 일반적으로 쿼리와의 관련성에 따라 순위가 지정된다. SERP에 표시되는 각 결과에는 일반적으로 제목, 웹의 실제 페이지를 가리키는 링크, 유기적 결과에 대한 페이지 내 콘텐츠와 키워드가 일치하는 위치를 보여주는 짧은 설명이 포함된다. 스폰서 결과의 경우 광고주가 표시할 내용을 선택한다.
온라인에서 사용할 수 있는 콘텐츠의 양이 방대하기 때문에 단일 검색으로 수많은 페이지의 결과가 나올 수 있다는 것은 놀라운 일이 아니다. 그러나 압도적인 사용자를 피하기 위해 검색 엔진과 개인 기본 설정은 페이지당 표시되는 결과 수를 제한하는 경우가 많다. 결과적으로 후속 페이지는 첫 번째 페이지만큼 관련성이 높지 않거나 순위가 높지 않을 수 있다. 전통적인 인쇄 매체 및 광고의 세계와 마찬가지로 이는 페이지 공간에 대한 경쟁력 있는 가격을 가능하게 하지만 모든 페이지의 콘텐츠와 광고가 모두 동일한 정적 인쇄 매체와는 달리 소비자 기대와 의도의 역학으로 인해 복잡해진다. 이러한 하드 카피는 일반적으로 주, 대도시, 도시 또는 인근 지역과 같은 지리적으로 어느 정도 현지화되어 있지만 모든 시청자의 시간에 따라 검색 엔진 결과는 탐색 습관과 같은 개별 요인에 따라 달라질 수 있다.

## 같이 보기
- 사용자 의도